# Земенбах
Земенбах (нем. Seemenbach) — река в Германии, протекает по земле Гессен. Площадь бассейна реки составляет 146,15 км², длина реки — 37,4 км.

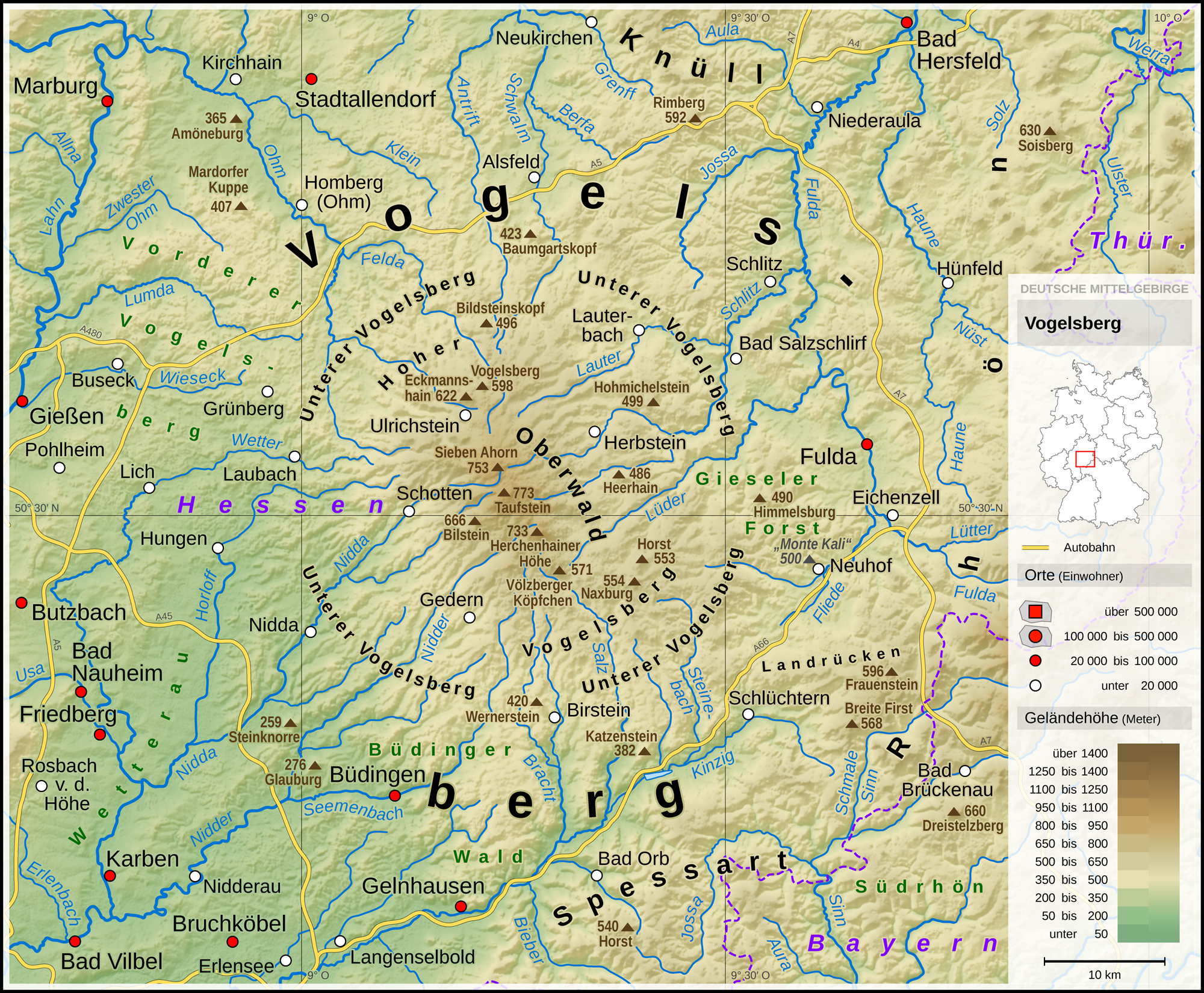
Земенбах на карте Фогельсберга.

Река начинается на склонах Фогельсберга. На реке расположен средневековый укрепленный город и замок Будинген. При слиянии Земенбаха и Ниддера расположен заповедник.